# Baltasar Darder Sansó
Baltasar Darder Sansó (Ariany, 16 d'abril de 1948 - Palma, 6 d'abril de 1991) fou un filòleg, mestre i promotor sociocultural mallorquí.

## Cronologia breu (i provisional)
- 1975: Mestre per l'Escola Universitària de Formació del Professorat d'Educació General Bàsica, de Palma
- 1973-1988: Director de l'escola del patronat gitano de Son Banya
- 1988: Llicenciat en Filologia Catalana per la Universitat de les Illes Balears
- 1991: Guardonat amb el premi Francesc de Borja Moll dels Premis 31 de desembre

Fou un gran promotor de la cultura catalana, a més de conrear tota una sèrie de projectes dins l'àmbit de l'esplai a Mallorca. Mostra d'això és el fet que un casal i una associació porten el seu nom.